# Canon RF 50mm f/1.2L USM
El Canon RF 50mm f/1.2L USM és un objectiu fix normal de la sèrie L amb muntura Canon RF.
Aquest, va ser anunciat per Canon el 5 de setembre de 2018, amb un preu de venda suggerit d'uns 2.299$.
Aquest objectiu s'utilitza sobretot per fotografia de retrat i producte de mida petita.
El 2019, aquest objectiu va guanyar el premi de Technical Image Press Association (TIPA) com a millor objectiu fix i normal per a càmeres sense mirall.

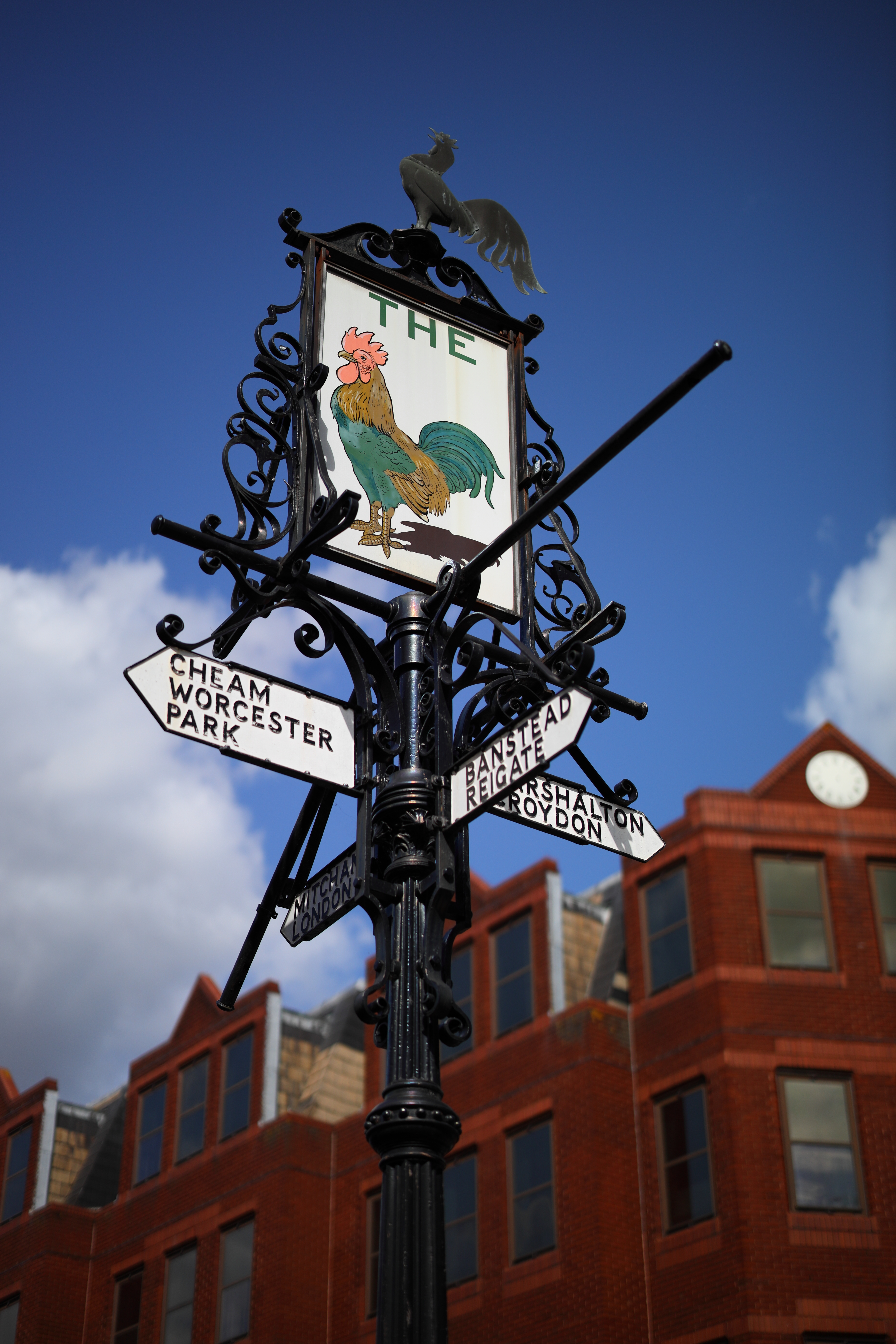
Senyal fotografiada amb el Canon RF 50mm f/1.2L USM

## Característiques
Les seves característiques més destacades són:
- Distància focal: 50mm
- Obertura: f/1.2 - 16
- Motor d'enfocament: USM (Motor d'enfocament ultrasònic, ràpid i silenciós)
- Distància mínima d'enfocament: 40cm
- Rosca de 77mm
- Distorsió òptica de -0,21% (tipus barril).[4]
- L'ombrejat de les cantonades és molt extrem a f/1.2 i format RAW (sense correcció) amb més de 3 passes de llum, el seu mínim es troba a f/5.6 amb una mica més de 0,6 passes. Un cop corregit per software, l'ombrejat a les cantonades és de gairebé un pas i mig de llum a f/1.2 i a f/5.6 de 0,27 passes.[4]
- La millor qualitat òptica al centre es troba a f/2. Mentre que a les cantonades la millor qualitat es troba entre f/4 i f/5.6.[4]

## Construcció[2]
- La muntura i l'interior són metàl·lics, mentre que la resta de parts són de plàstic.
- El diafragma consta de 10 fulles, i les 15 lents de l'objectiu estan distribuïdes en 9 grups.
- Consta de dos lents de fluorita (per resistir la brutícia i taques), de tres lents asfèriques, una lent d'ultra baixa dispersió i un revestiment d'esfera d'aire (ajuda a reduir els efectes fantasma).

## Accessoris compatibles[5]
- Tapa E-77 II
- Parasol ES-83
- Filtres de 77mm
- Tapa posterior RF
- Funda LP1319

## Objectius similars amb muntura Canon RF
- Canon RF 50mm f/1.8 STM[6]
- 7artisans 50mm f/1.05[7]
- Meike 50mm f/1.2[8]
- Samyang 50mm T1.5[9]